# Lego Star Wars: A Freemaker család kalandjai
A Lego Star Wars: A Freemaker család kalandjai (eredeti cím: Lego Star Wars: The Freemaker Adventures) 2016 és 2017 között futott számítógépes animációs akciósorozat, amelyet Bill Motz és Bob Róth alkotott.
Amerikában a Disney XD 2016. június 20-án mutatta be. Magyarországon a Disney Channel mutatta be 2016. október 17-én.

## Ismertető
A sorozat története a Star Wars V. rész – A Birodalom visszavág után és a Star Wars VI. rész – A Jedi visszatér előtt játszódik, Kordi, Rowan és Zander vagyis a Freemaker testvérek és droidjuk Vettem kalandjait követi nyomon.

## Szereplők
| Szereplő             | Eredeti hang             | Magyar hang                                         |
| A Freemaker család   | A Freemaker család       | A Freemaker család                                  |
| -------------------- | ------------------------ | --------------------------------------------------- |
| Kordi Freemaker      | Vanessa Lengies          | Gáspár Kata                                         |
| Rowan Freemaker      | Nicolas Cantu            | Nagy Gereben (1. évad) Berecz Kristóf Uwe (2. évad) |
| Zander Freemaker     | Eugene Byrd              | Czető Roland                                        |
| Vettem               | Matthew Wood             | Molnár Levente                                      |
| A birodalom          |                          |                                                     |
| Naare                | Grey DeLisle             | Németh Kriszta                                      |
| Darth Vader          | Matt Sloan               | Schneider Zoltán                                    |
| Palpatine Császár    | Trevor Devall            | Csankó Zoltán                                       |
| Durpin               | Richard Kind             | Holl Nándor                                         |
| Plumestriker         | Jeff Bennett             | Haagen Imre                                         |
| Estoc hadnagy        | Jane Leeves              | Sági Tímea                                          |
| M-OC                 | James Urbaniak           | Bordás János                                        |
| Hutt-ok              |                          |                                                     |
| Graballa, a hutt     | Dana Snyder              | Hannus Zoltán                                       |
| Jabba, a hutt        | Kevin Michael Richardson | Eredeti hang                                        |
| Fejvadászok          |                          |                                                     |
| Dengar               | James Patrick Stuart     | Debreczeny Csaba                                    |
| Baash                | John DiMaggio            | TBA                                                 |
| Raam                 | Danny Jacobs             | TBA                                                 |
| Boba Fett            | Dee Bradley Baker        | TBA                                                 |
| A lázadók szövetsége |                          |                                                     |
| Lando Calrissian     | Billy Dee Williams       | Kárpáti Levente (1. évad) Sótonyi Gábor (2. évad)   |
| Luke Skywalker       | Eric Bauza               | Fehér Tibor                                         |
| Leia Organa          | Julie Dolan              | Zsigmond Tamara                                     |
| Ackbar admirális     | Trevor Devall            | Bolla Róbert                                        |
| Jek-14               | Brian Dobson             | Jakab Csaba                                         |
| Valeria hadnagy      | Yvette Nicole Brown      | Urbán Andrea                                        |
| Hera Syndulla        | Vanessa Marshall         | Pikali Gerda                                        |
| Quarrie              | Corey Burton             | Forgács Gábor                                       |
| Bren Derlin          | John Ratzenberger        | Haagen Imre                                         |
| Droidok              |                          |                                                     |
| N-R30                | French Stewart           | Szabó Máté                                          |
| BL-OX                | Fred Tatasciore          | Király Attila                                       |
| Civilek              |                          |                                                     |
| Ignacio Wortan       | Jeff Bennett             | Törköly Levente                                     |
| Wick Cooper          | Thomas Lennon            | Dolmány Attila                                      |
| Furlac               | Greg Baldwin             | Csuha Lajos                                         |
| Hondo Ohnaka         | Jim Cummings             | Háda János (1. évad) Király Attila (2. évad)        |
| Maz Kanata           | Grey DeLisle             | Sági Tímea                                          |
| Awan Zek             | Corey Burton             | Sótonyi Gábor                                       |

## Magyar változat
A szinkront a Mafilm Audio Kft. készítette.
- Magyar szöveg: Tóth Tamás
- Hangmérnök: Kardos Péter
- Vágó: Simkóné Varga Erzsébet
- Gyártásvezető: Kablay Luca
- Szinkronrendező: Nikodém Zsigmond
- Felolvasó: Bozai József
- További magyar hangok: Fellegi Lénárd, Jakab Márk, Kapácsy Miklós, Kisfalusi Lehel, Orosz Ákos, Sörös Miklós, Törtei Tünde

## Epizódok
| Évad | Évad        | Epizódok | Eredeti sugárzás | Eredeti sugárzás    | Magyar sugárzás    | Magyar sugárzás    |
| Évad | Évad        | Epizódok | Évadpremier      | Évadfinálé          | Évadpremier        | Évadfinálé         |
| ---- | ----------- | -------- | ---------------- | ------------------- | ------------------ | ------------------ |
|      | 1           | 13       | 2016. június 20. | 2016. augusztus 29. | 2016. október 17.  | 2016. november 2.  |
|      | 2           | 13       | 2017. június 17. | 2017. augusztus 16. | 2017. november 18. | 2017. december 24. |
|      | Minisorozat | 5        | 2017. május 4.   | 2017. május 4.      | 2017. október 16.  | 2017. október 30.  |